# Unabiara
Unabiara is een kevergeslacht uit de familie van de boktorren (Cerambycidae). De wetenschappelijke naam van het geslacht werd voor het eerst geldig gepubliceerd in 2002 door Napp & Martins.

## Soorten
Unabiara omvat de volgende soorten:
- Unabiara collaris (Philippi F. & Philippi R., 1864)
- Unabiara nigerrima (Di Iorio, 2002)